# Братья Тервестен

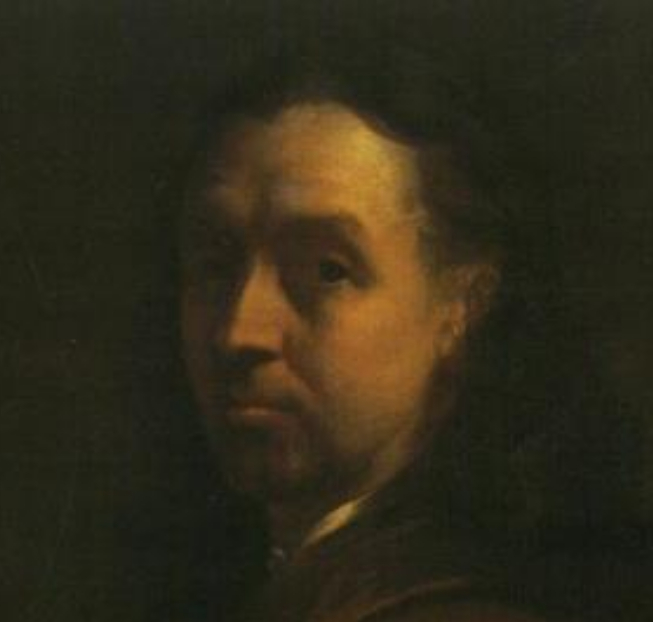
Aвгустин Тервестен. Автопортрет. 1690

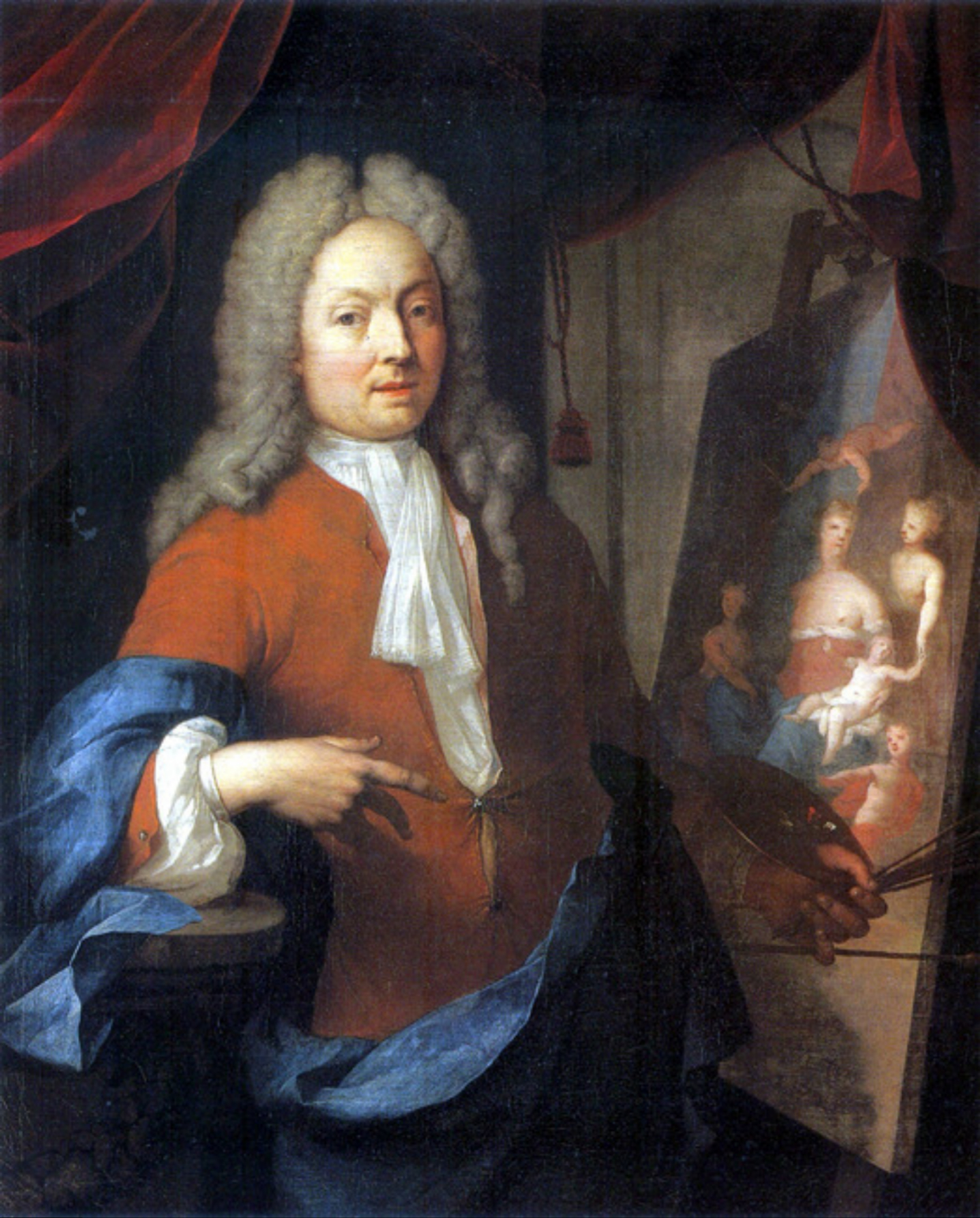
Маттеус Тервестен. Автопортрет. 1724

Братья Августин (нем. Augustin Terwesten; 4 мая 1649, Гаага — 21 января 1711, Берлин) и Маттеус Тервестен (нем. Matthäus Terwesten; 23 февраля 1670, Гаага — 11 июня 1757, Гаагa) были голландскими живописцами эпохи барокко, чьи работы пользовались особым спросом за эффектные плафонные росписи на мифологические и аллегорические сюжеты. Оба, но чаще Августин Тервестен, некоторое время жили и работали в Берлине. Будучи прусскими придворными художниками, они принимали участие в оформлении интерьеров различных берлинских дворцов. Во время Второй мировой войны и в последующие годы почти все их произведения были утрачены.

## Жизнь и творчество
Оба родителя братьев Тервестен были немецкого происхождения. Отец, Ганс Якоб Тервестен или Цурвестен (Zurwesten), родился в Аугсбурге и сначала работал там ювелиром. Мать Катарина приехала из Берлина. Они поженились в Гааге в 1648 году. В браке родилось десять детей, выжили трое сыновей и две дочери. Все члены семьи стали художниками. Августин Тервестен был старшим сыном. Его братья Элиас (1651—1724) и Маттеус стали живописцами и гравюрагравёрами. Сын Маттеуса — Питер Тервестен (1714—1798), как и другие потомки семьи, живописец и художник-декоратор интерьера.
Августин Тервестен учился в мастерской отца искусству гравировки и ювелирного дела, а также лепке из воска. Затем последовало два года ученичества у исторического живописца Николаса Вилинга (1640—1678), который в 1667 году стал придворным художником Великого курфюрста в Берлине. Следующим учителем был Виллем Дудейнс (1630—1697), специалист по росписи потолков и большим историческим картинам. Он прожил в Риме двенадцать лет и находился под влиянием итальянских мастеров.
В 1672 году Августин отправился за границу на более длительное время. В Риме он изучал античную скульптуру, произведения Рафаэля и стал членом общества «Перелётные птицы» (нидерл. Bent vogels — перелётные птицы, или нидерл. Bentvueghels — «птицы пера») — сообщество, или «братство», иностранных художников, прибывавших в католический Рим из северных стран (главным образом из Нидерландов и Германии). В 1678 году он вернулся в Гаагу через Венецию, Францию и Англию. За время всего путешествия Августином было создано множество рисунков, а также настенных украшений и потолочных росписей. В Париже он познакомился с деятельностью Королевской академии живописи и скульптуры, основанной в 1646 году, и этот опыт оказался полезным при основании художественных академий в Гааге и Берлине.
После возвращения в 1680-х годах Августин Тервестен создал многочисленные фрески и потолочные росписи в Гааге и других голландских городах, большинство из которых позднее были утрачены. Вместе со своим учителем Дудейнсом Августин Тервестен был одним из главных инициаторов создания в 1682 году Академии рисования в Гааге. Через восемь лет после основания академии Тервестен покинул её и отправился в Берлин. В 1690 году он поселился там со своей матерью и сёстрами; отец братьев Тервестен умер в 1680 году. 12 апреля 1692 года Августин Тервестен был официально назначен придворным художником курфюрста Фридриха III, будущего короля Пруссии Фридриха I.
Реконструкция Берлинского городского дворца ещё не была завершена, а строительство дворца Шарлоттенбург (тогда ещё Литценбург) началось только в 1695 году — запланированная программа репрезентативной росписи стен и потолков ещё не могла быть начата. Курфюрст поручил своему придворному художнику давать уроки живописи и рисунка молодым художникам. Августин Тервестен сыграл ключевую роль в основании Берлинской академии искусств в 1696 году. Тервестен был одним из преподавателей академии, которую он впоследствии возглавлял в течение пяти годичных сроков.
Первой достоверной и в то же время единственной потолочной росписью Августина Тервестена, сохранившейся в Берлине и его окрестностях, является «Аллегория появления фарфора в Европе» в бывшем Фарфоровом кабинете дворца Ораниенбург, датируемая 1697 годом. Великий курфюрст Фридрих Вильгельм и его жена к тому времени уже приобрели обширную коллекцию китайского и японского фарфора и выставили её в специальном кабинете. Курфюрст Фридрих III, построил для коллекции новый кабинет в пристройке к дворцу. Плафон был богато украшен позолоченными лепными украшениями, а в него была вмонтирована круглая картина Августина Тервестена, написанная маслом на холсте.

## Шарлоттенбург
Центральное крыло замка Литценбург было построено между 1695 и 1699 годами как летняя резиденция курфюрстины Софии Шарлотты — после её смерти замок был назван в её честь. Братья Тервестен украсили новое здание плафонными росписями. Художники вдохновлялись мотивами античной мифологии — Амур и Психея, Меркурий и Психея, Аполлон и Венера, Юпитер и Аполлон, Аполлон и Музы. Несомненно, что братья работали в Шарлоттенбурге совместно; вклад каждого в отдельных изображениях не может быть чётко определён. Также несомненно, что основную часть работы выполнил Августин Тервестен. Во время Второй мировой войны, между 1943 и 1945 годами, большая часть дворца и картины братьев Тервестен были уничтожены.

## Берлинский городской дворец
Архитектор и скульптор Андреас Шлютер руководил перестройкой Берлинского городского дворца в стиле барокко около 1700 года. Ещё в 1699 году, на стадии эскизов, он определил как содержание, так и основные черты рисунков росписей плафонов, принятые королём. Августин Тервестен был одним из главных мастеров росписи потолков в замке; его брат Маттеус, по-видимому, не принимал участия. В отличие от летнего дворца Шарлоттенбург, аллегории здесь, в официальной резиденции Гогенцоллернов, имели не только мифологическое, но и отчасти политическое содержание, например, в «Прославлении прусского герба» и аналогичных изображениях в представительских покоях короля. Последняя картина, подписанная Августином Тервестеном и датированная 1704 годом, находилась в комнате, которая примерно двести лет спустя служила кабинетом императору Вильгельму II. Росписи плафона работы Августина в Берлинском городском дворце не сохранились. Во время Второй мировой войны дворец подвергся бомбардировкам и сгорел. Августин Тервестен никогда не был женат. Он умер 21 января 1711 года в Берлине; его мать получила пособие по случаю смерти из государственной казны.
Эзайас, средний сын в семье, также временно работал в мастерской своего отца, а затем обосновался в Риме и стал художником, рисующим цветы и фрукты. Маттеус Тервестен завершил несколько работ старшего брата. Он быстро стал получать собственные заказы, но тем не менее решил в 1695 году отправиться в Рим, чтобы продолжить своё художественное образование. Весной 1696 года он отправился в Рим через Аугсбург, Флоренцию и Сиену. В 1697 году был создан обширный альбом рисунков. В 1698 году Маттеус вернулся в Берлин из-за болезни матери. В июне 1699 года он уехал в Гаагу. После ещё одного краткого пребывания в Берлине в апреле 1710 года, где он был назначен придворным художником и профессором Академии, он вернулся, чтобы жениться в Гааге в том же году. С женой Феодорой он имел пятерых детей, двое из которых, Августин и Питер, также стали художниками.
Маттеус Тервестен чаще работал в жанре флористики — он рисовал вазы с драпировками или играющими путти, добавлял цветы и выставлял готовую картину на продажу. На протяжении всей своей жизни активно работал в Гаагской академии рисунка. В 1751 году, в возрасте восьмидесяти одного года, ему было поручено спроектировать зал городского суда. После двух инсультов он умер 11 июня 1757 года в Гааге.
Работы братьев Тервестен принципиально не различались по выбору мотивов и общему исполнению. Картины Маттеуса были менее драматичны и носили более декоративный характер.

## Галерея

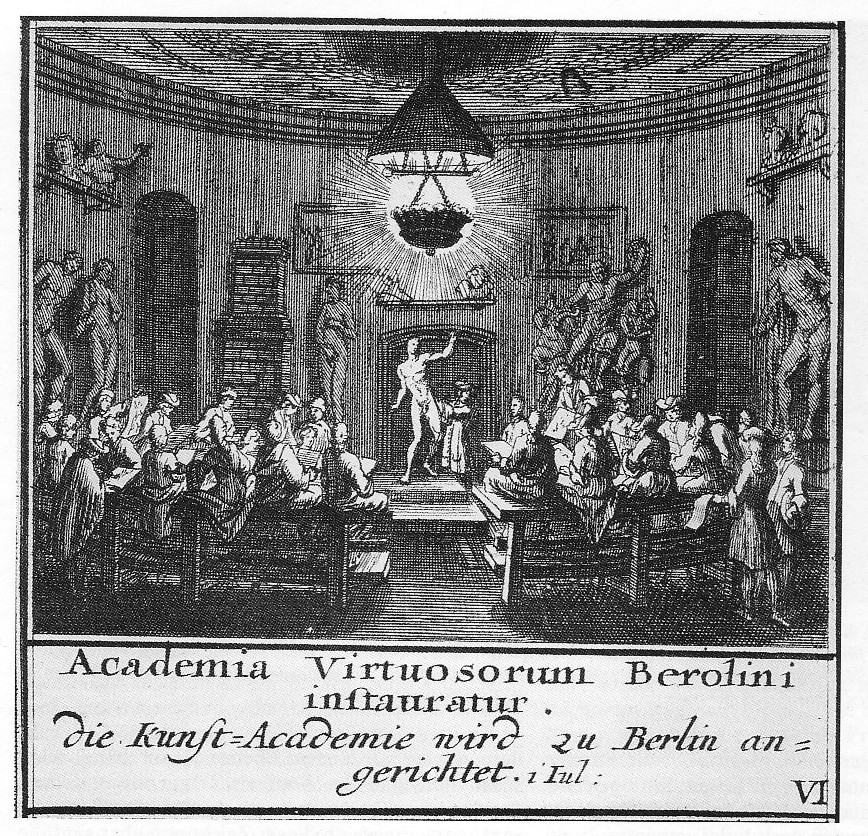
Натурный класс Академии искусств в Берлине. Офорт по рисунку А. Тервестена. 1696
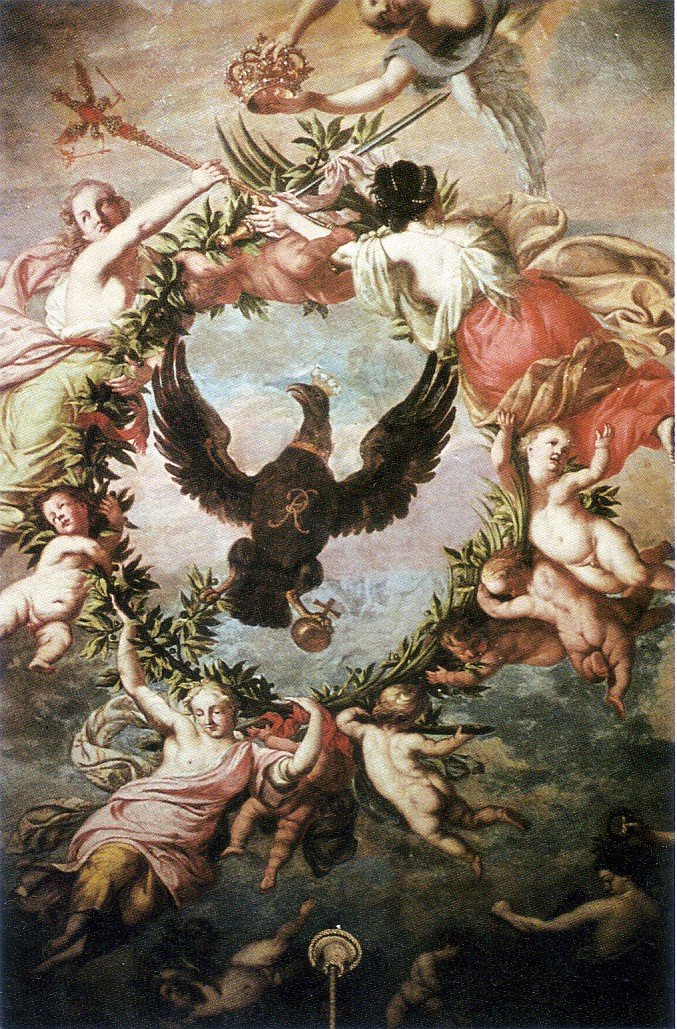
А. Тервестен. Прославление прусского герба. Деталь (воссоздание). Берлинский городской дворец
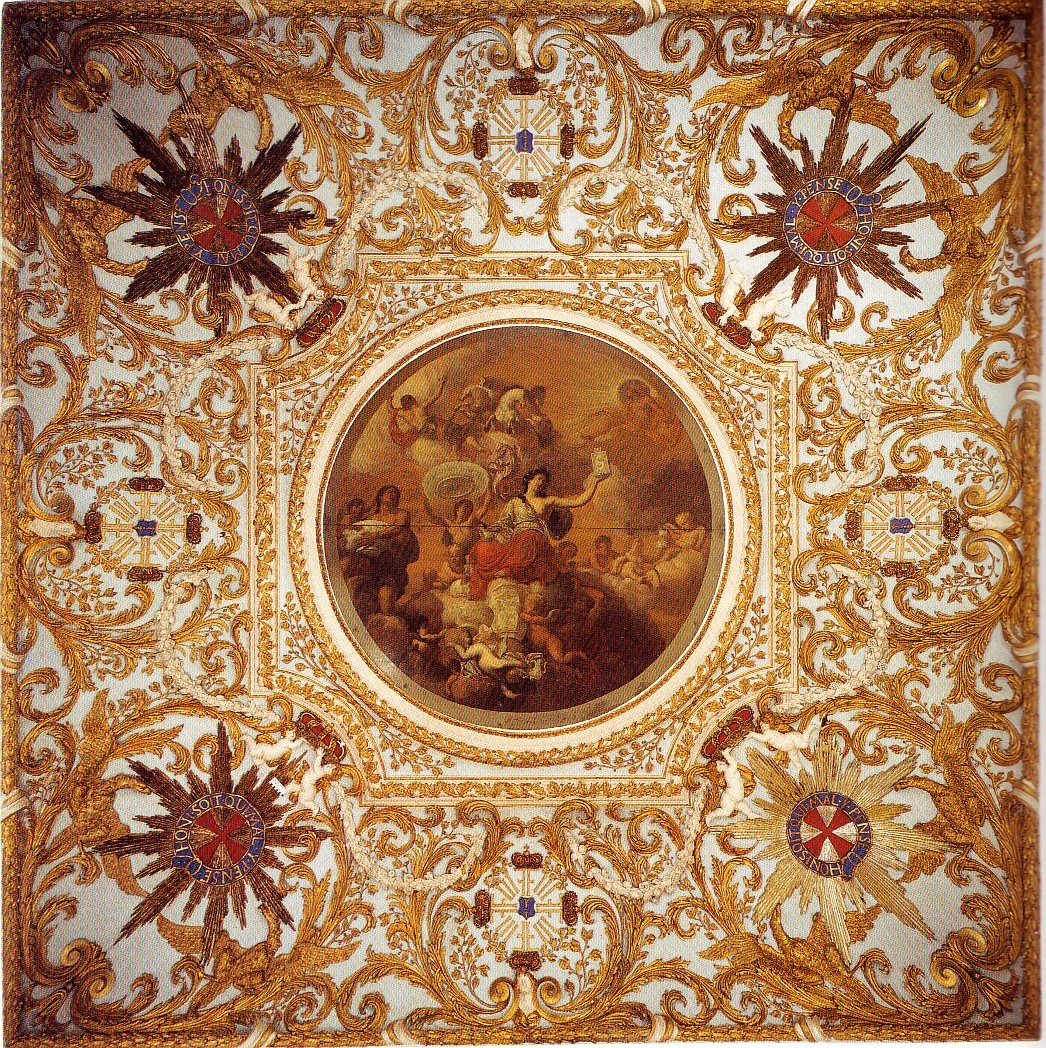
А. Тервестен. Аллегория появления фарфора в Европе. 1697. Роспись плафона Фарфорового кабинета дворца Ораниенбург, Берлин
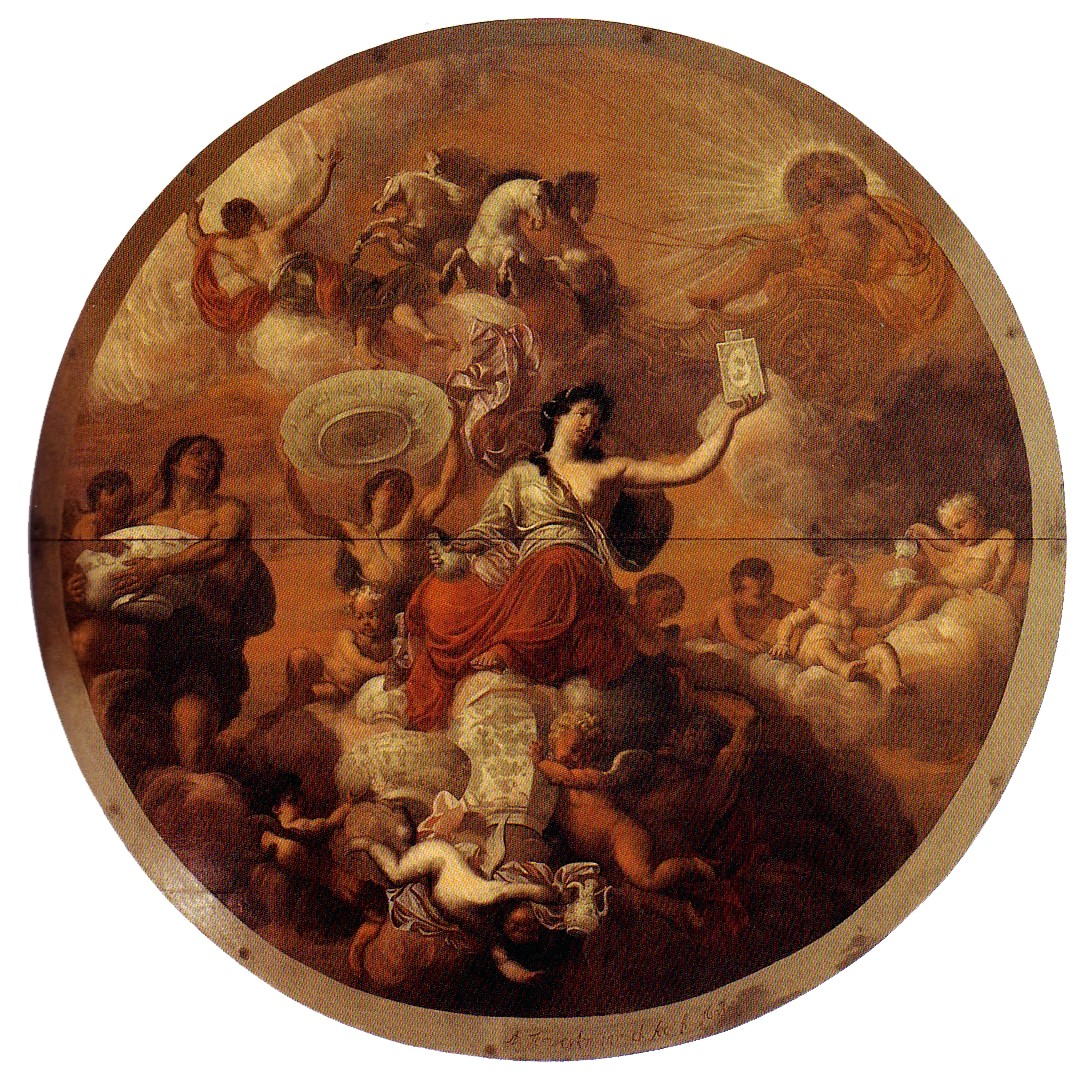
Центральная часть композиции
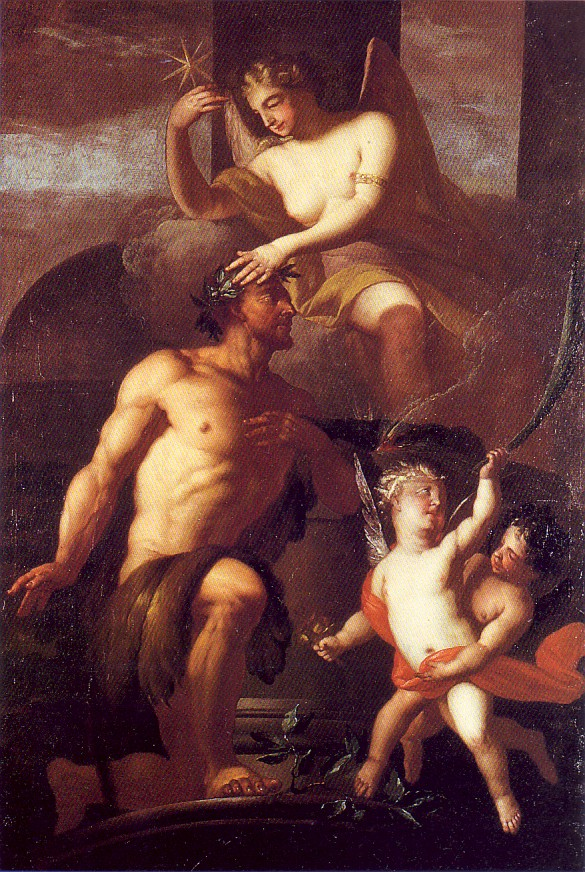
М. Тервестен. Геркулес, увенчанный лавром. Ок. 1705. Холст, масло
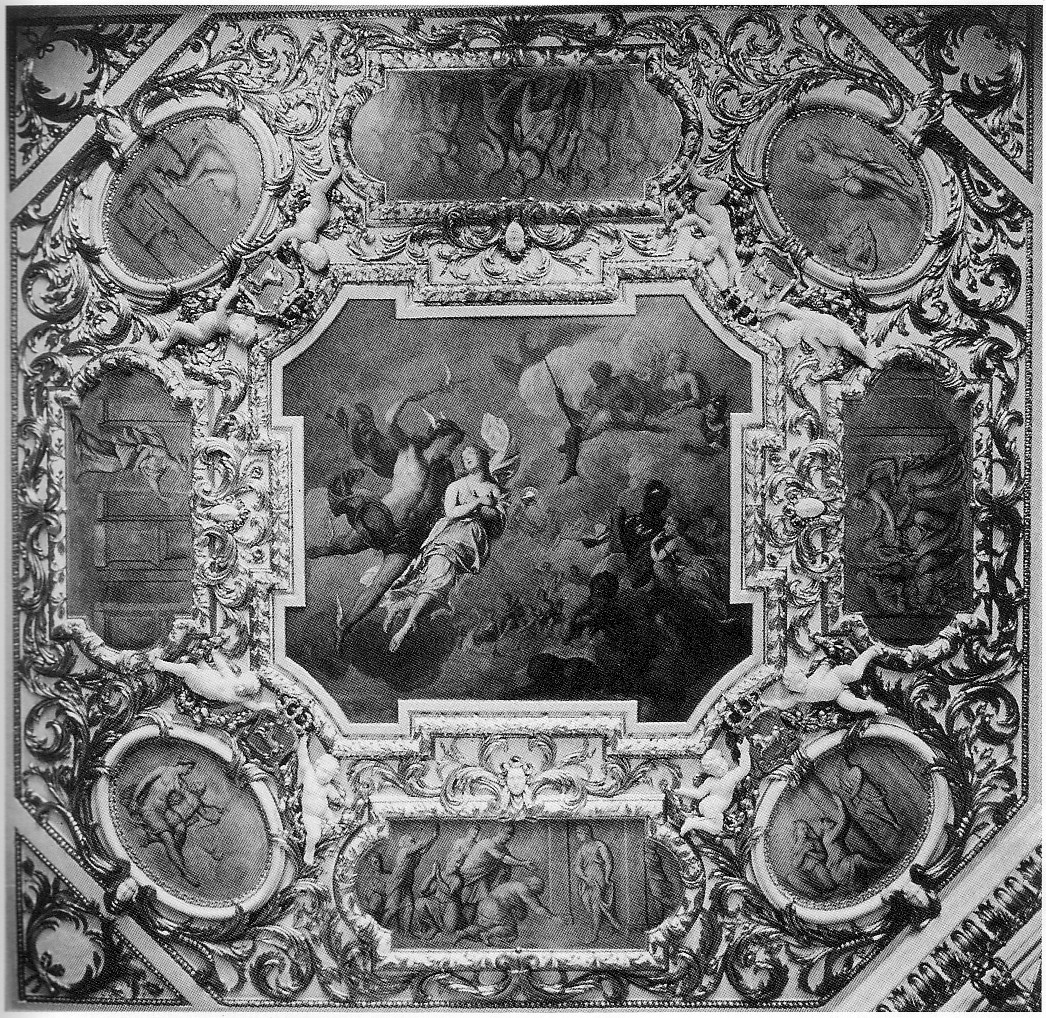
А. Тервестен. Меркурий и Психея. Ок. 1700. Дворец Шарлоттенбург (утрачено)
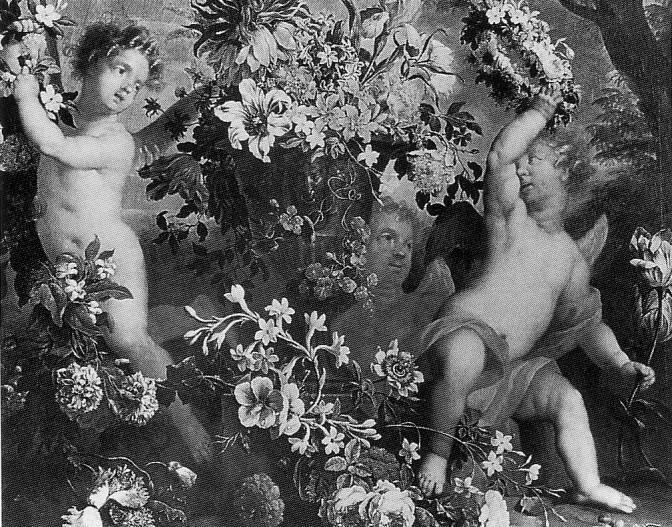
М. Тервестен. Путти с цветами